# Fontana di Porta Furba
Fontana di Porta Furba, även benämnd Fontana di Clemente XII, Fontana di Sisto V och Fontana del Mandrione, är en fontän vid Via del Mandrione vid Porta Furba i quartiere Tuscolano i sydöstra Rom. Fontänen designades av Luigi Vanvitelli och uppfördes år 1733 under påve Clemens XII:s pontifikat. Den ursprungliga fontänen på denna plats ritades av Giovanni Fontana för påve Sixtus V.

## Beskrivning
På fontänens nedre del ses en maskaron med fladdermusvingar med ett snäckskalsformat kar. Ovanför denna sitter monsignor Felice Passerinis vapen; han var vid denna tid ordförande för påvliga vattennämnden.
Fontänens övre del har påve Clemens XII:s vapen och en inskription som hugfäster minnet av fontänens uppförande.

## Bilder
| - Porta Furba. - Fontänen vid Porta Furba. Målning av Theodor Philipsen från år 1878. |

|  |

## Kommunikationer
De närmaste tunnelbanestationerna är  Arco di Travertino och  Porta Furba Quadraro.